# Zalmhaven (ancien port)
Pour les articles homonymes, voir Zalmhaven.
Le Zalmhaven est un ancien port de Rotterdam. Le Zalmhaven était situé du côté ouest du Stadsdriehoek et date de 1693. Le Zalmhaven était axé sur la pêche au saumon, qui a prospéré au XIXe siècle. Des chantiers navals étaient également situés le long du Zalmhaven.

## Histoire
Le Zalmhaven est creusé à l'extérieur des murs de la ville au XVIe siècle. Il abrite des chantiers navals puis des bureaux d'expédition. En raison de son caractère industriel, le Zalmhaven est devenu de plus en plus « séparé » du Scheepvaartkwartier. Lors du bombardement de Rotterdam en 1940, Zalmhaven fut largement épargné. 
En 1991, le Zalmhaven est comblé pour la construction du pont Érasme. Des tours résidentielles sont ensuite été construites sur l'ancien site, notamment De Hoge Heren (en) en 2000, et De Zalmhaven.

## Galerie

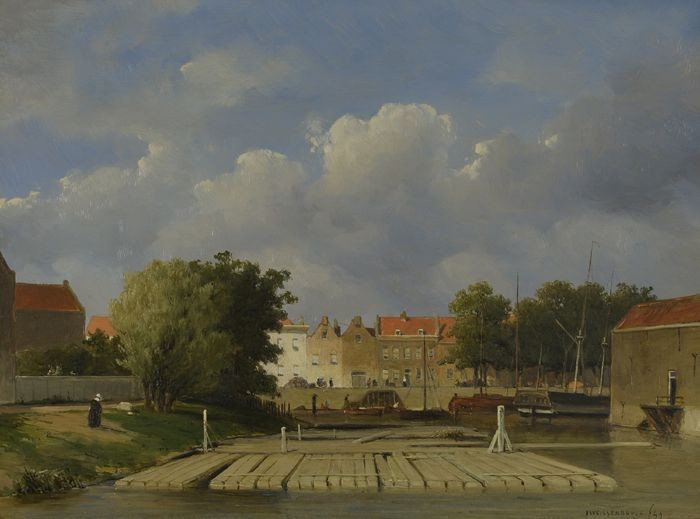
Zalmhaven en 1849
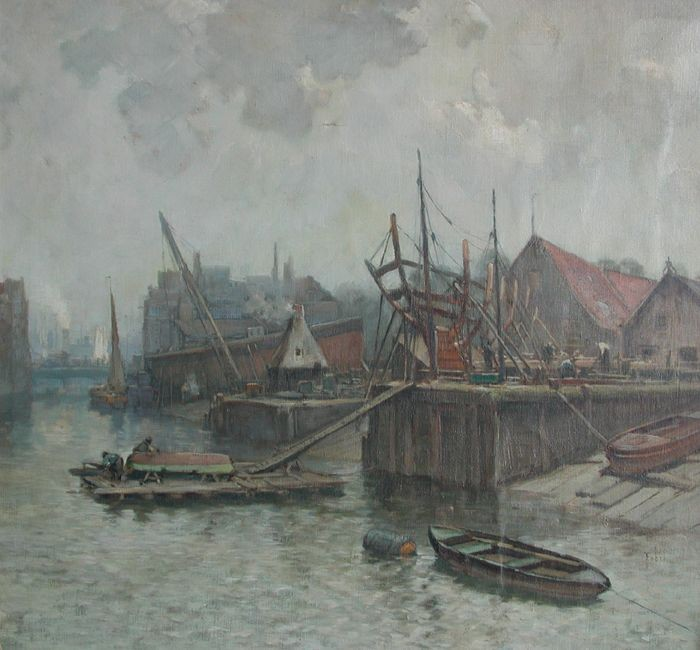
Zalmhaven en 1890.
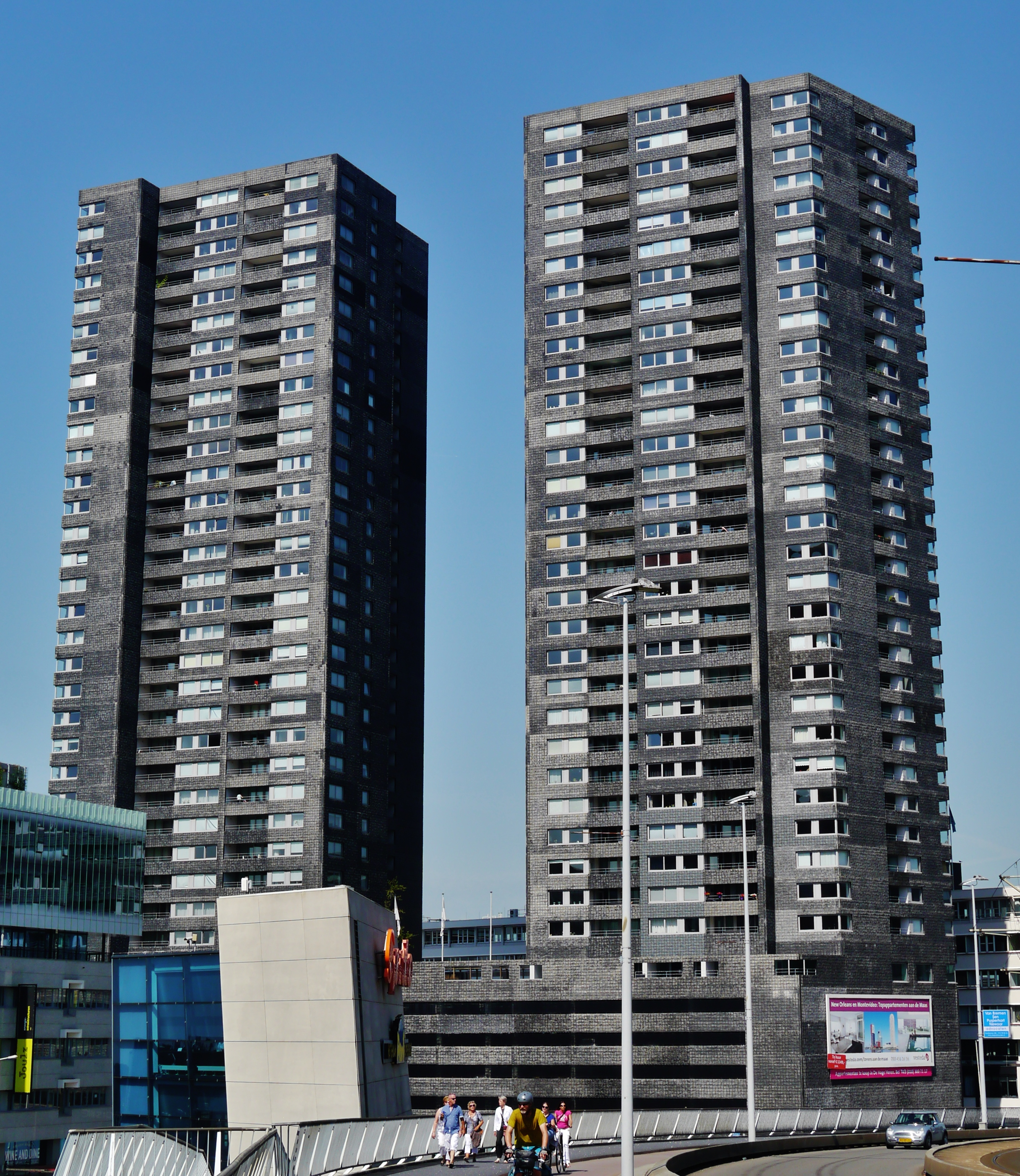
Tours Hoge Heren.
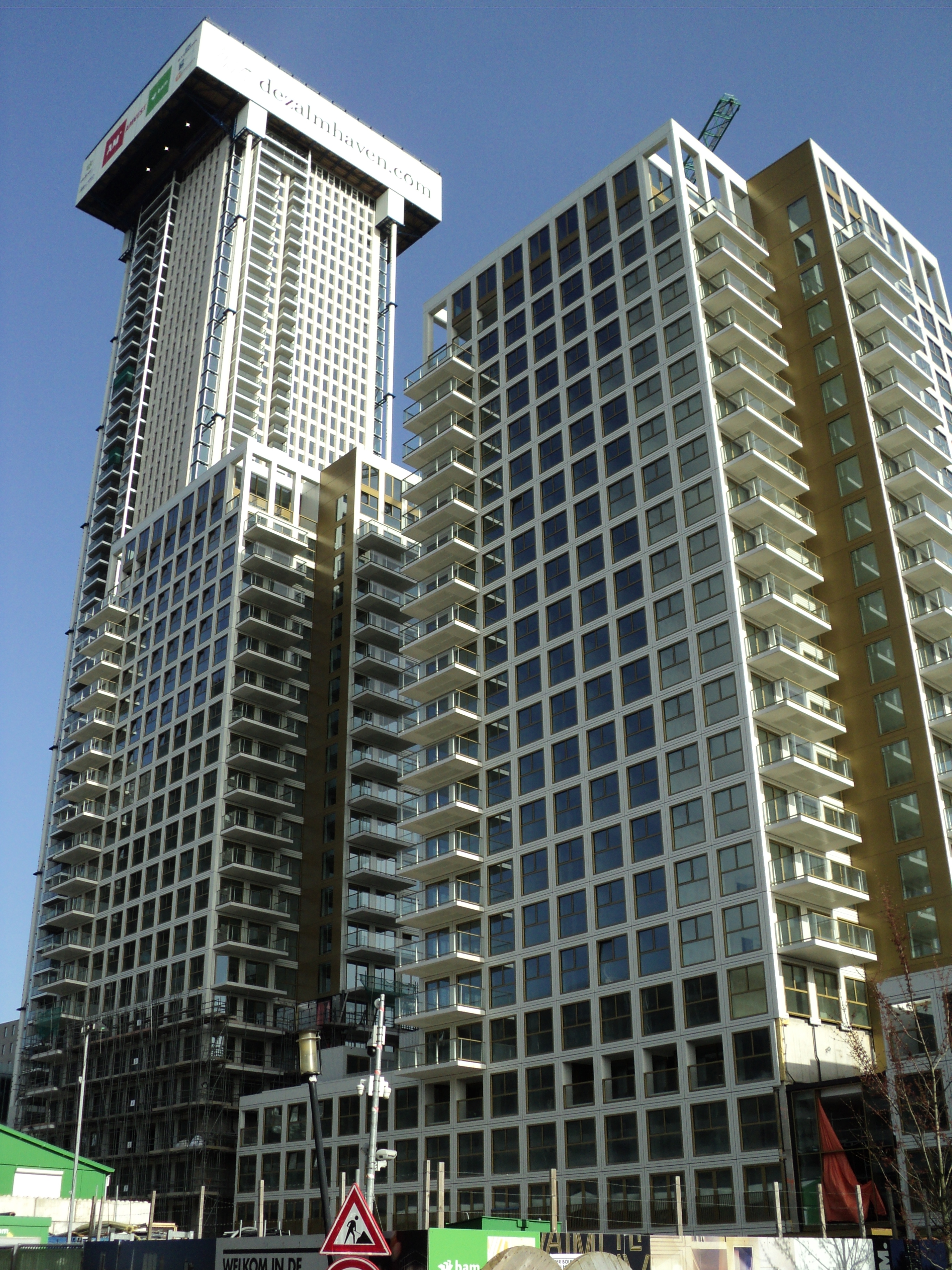
Tours Zalmhaven en construction.